# 保加利亞母親 (大特爾諾沃)

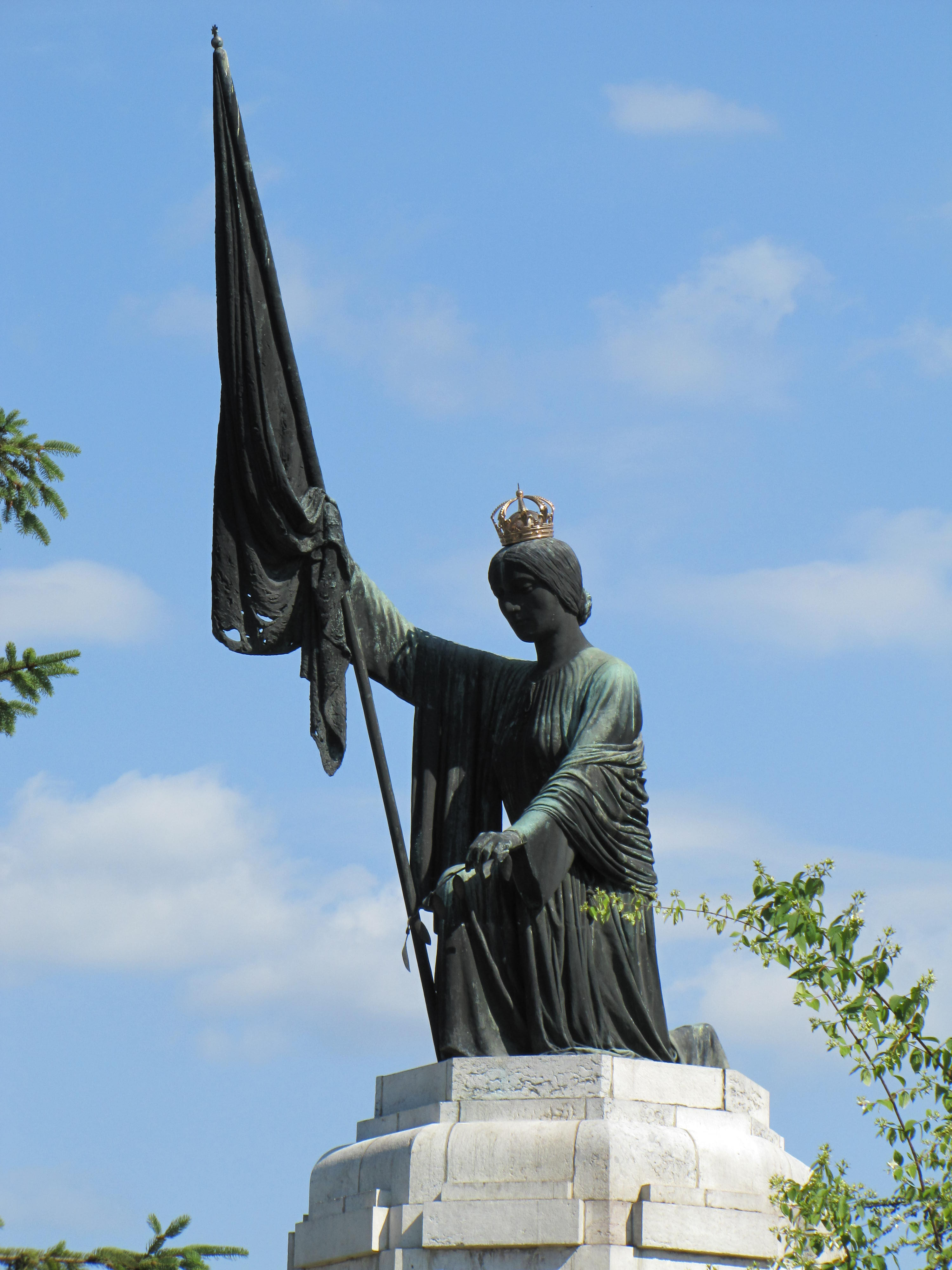
紀念碑上半部的雕像

保加利亞母親是位於保加利亞大特爾諾沃市中心的紀念碑，位於同名公園廣場上。該紀念碑是為了紀念在四場戰爭中的陣亡士兵而建造的，包括俄羅斯-土耳其戰爭（1877-1878）、塞爾維亞-保加利亞戰爭（1885）、巴爾幹戰爭（第一次和第二次，1912-1913）與第一次世界大戰。作者是雕塑家斯維托斯拉夫·約佐夫，它是用大特爾諾沃居民籌集的資金和捐款建造的。雕像於1935年5月6日開放。
紀念碑的地下室裡燃燒著永恆的火焰，頂部矗立著象徵保加利亞母親的女性雕像，雕像呈跪姿，手裡拿著一面旗幟。紀念館周圍建有一個帶長凳的花園。
保加利亞共產黨執政時期，雕像頭上的王冠被取下，1989年11月10日之後再次被放回原處。